# Casa de João Carvalho Ferreira
A Casa de João Carvalho Ferreira situa-se na Rua Conselheiro Bívar e trata-se de um edifício de dois pisos, de composição simétrica, em que o eixo é marcado por um portal e por um pequeno óculo. A platibanda esconde vários telhados de tesoura. Dos quatro vãos do andar nobre, três correspondem a janelas de sacada, características do estilo chão, com molduras em cantaria e gradeamentos com prumos em ferro forjado.
Este imóvel pertenceu, no último quartel do século XVIII, ao mercador João de Carvalho Ferreira, cujo corpo foi sepultado, em 1806, na ermida que lhe fica anexa.

## Fonte
- «Radix Ministério da Cultura»